# Механическое телевидение

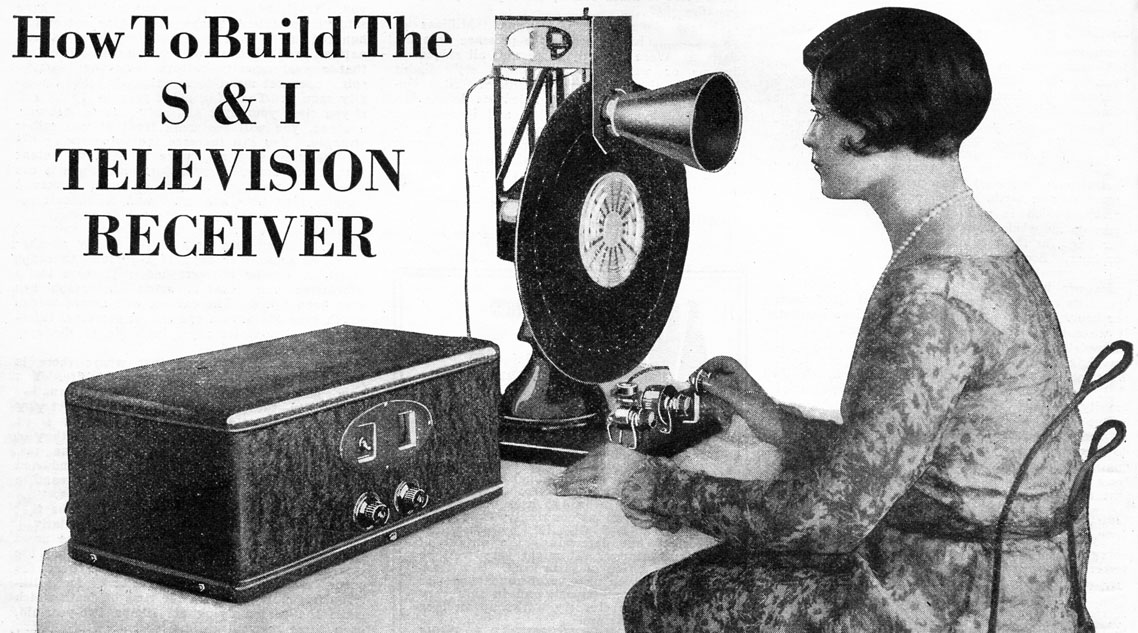
механический телевизор 1928 года

Механическое телевидение, электромеханическое телевидение — разновидность телевидения, использующая для разложения изображения на элементы и последующего обратного синтеза электромеханические устройства вместо электронно-лучевых трубок или полупроводниковых приборов.

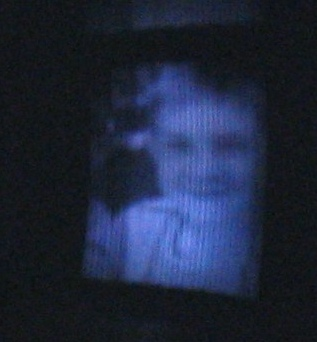
Изображение на экране механического телеприёмника

Самые первые телевизионные системы были механическими и чаще всего не предусматривали звукового сопровождения. В отличие от современного, полностью электронного телевидения, механическое предполагает наличие в передающем и приемном устройствах движущегося механизма для сканирования изображения и его воспроизведения. Как правило, это диск Нипкова или зеркальный винт. Первая работоспособная система подобного типа была создана Джоном Бэрдом (англ. John Logie Baird) в 1920-е годы.
Из-за небольшого количества передаваемых элементов изображения иногда используется термин малострочное телевидение.

## Историческая справка

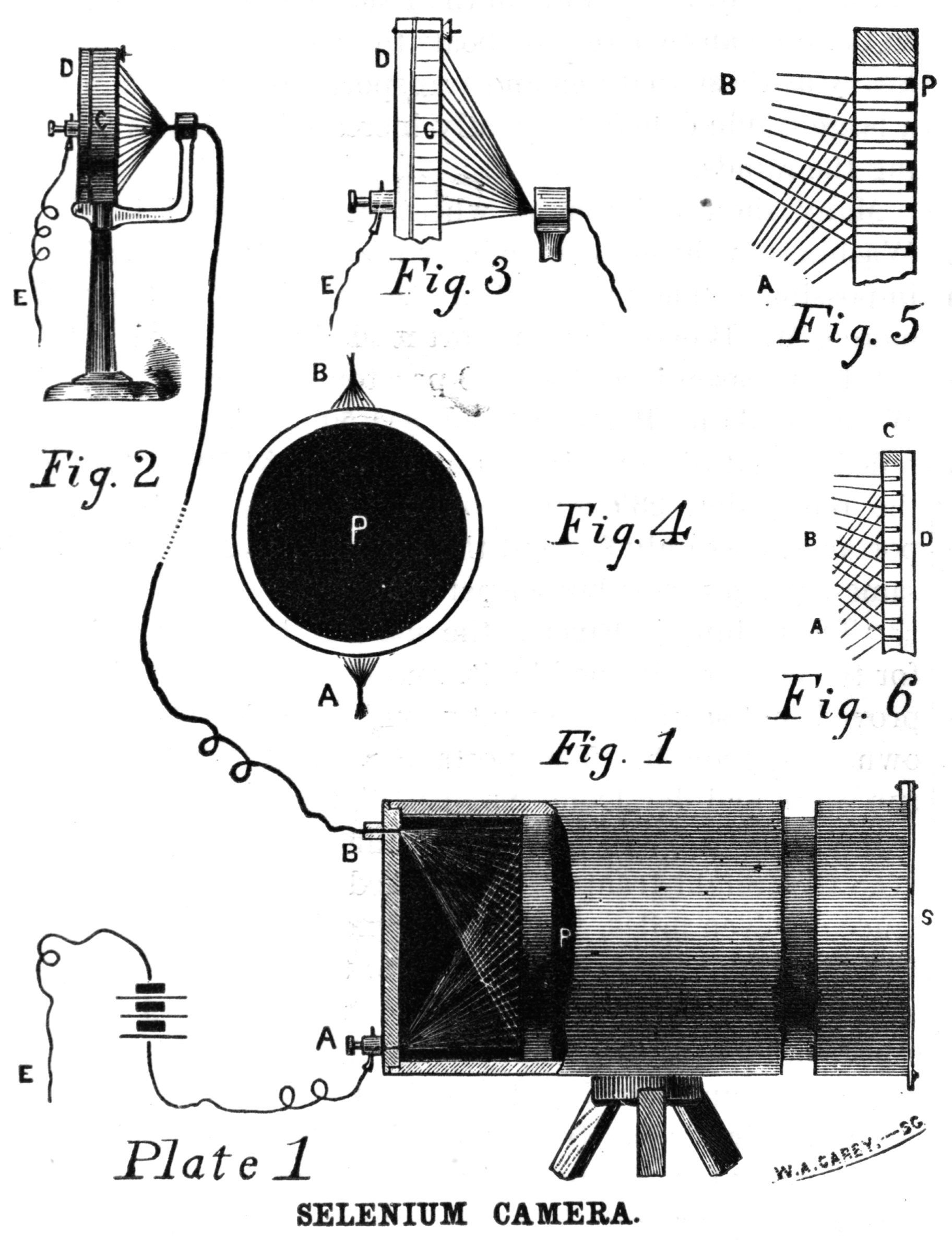
Проект селеновой передающей камеры Джорджа Кэри, 1880 год

Первые опыты передачи изображений на расстояние проводились уже в XIX веке. В 1862 году итальянский изобретатель Джованни Казелли создал устройство, позволяющее передавать изображение по проводам, и названное им «Пантелеграф». Однако, технология была пригодна только для передачи рисунков, нанесённых на токопроводящей медной пластинке. Реальная возможность передачи изображения без его предварительной подготовки появилась только после открытия фотопроводимости селена Уиллоуби Смитом в 1873 году, а также внешнего фотоэффекта Генрихом Герцем в 1887 году. Не менее важной оказалась идея поэлементного способа последовательной передачи изображения, высказанная Адрианом де Пайва в 1878 и Порфирием Бахметьевым в 1880 году.
Разработанный Александром Столетовым на основе теории Герца фотоэлемент позволил Артуру Корну уже в 1902 году наладить передачу неподвижных фотографий на расстояние. Эта технология, позднее усовершенствованная и получившая название «фототелеграф», быстро нашла применение в уголовном розыске и новостной фотожурналистике, но была неприменима для передачи движущегося изображения из-за инерционности селеновых фотоэлементов. Сканирование одного фотоснимка с качеством, приемлемым для газетной полиграфии, занимало 10—15 минут. Проекты, создававшиеся на бумаге, стали действующими образцами лишь в 1920-х годах, благодаря появлению электронных усилителей на основе первых радиоламп.
В 1898 году польский изобретатель Ян Щепаник получил английский патент № 5031 на «телектроскоп», предназначенный для передачи на расстояние цветного движущегося изображения. Термин ввёл в оборот французский писатель Луи Фигуэр, и кроме Щепаника он использовался другими европейскими изобретателями, в том числе Джорджем Кэри, Адриано де Пава и Мечиславом Вольфке. Однако, ни одного работоспособного устройства им создать не удалось.
4 января 1900 (23) декабря 1899 года лаборант Казанского университета Александр Полумордвинов подал патентную заявку № 10739 на конструкцию «телефота», ключевым элементом которого был механический «светораспределитель». В том же месяце изобретение получило высокую оценку на Первом электротехническом съезде в Петербурге, но практической реализации «телефот» не получил. Позднее патент был продан Джону Бэрду, использовавшему идеи Полумордвинова при разработке английской системы цветного механического телевидения. 
Первую в мире «демонстрацию мгновенной передачи изображений» в 1909 году осуществил француз Жорж Рину (фр. Georges Rignoux), транслировавший неподвижные буквы с помощью мозаики из селеновых фотоэлементов. Их изображения разрешением 8×8 элементов обновлялись на приёмном устройстве с электромеханическим коммутатором 1 раз в секунду. Из-за технического несовершенства «телефотографический аппарат» Рину так и остался лабораторным курьёзом. В 1922 году в Нижегородской радиолаборатории Михаил Бонч-Бруевич разработал конструкцию «радиотелескопа», также не получившего практического воплощения. Через год американец Чарльз Дженкинс (англ. Charles Francis Jenkins) впервые передал движущееся силуэтное изображение, а 13 июня 1925 года состоялась телетрансляция полутонового изображения с борта судна в Атлантическом океане. В последнем случае использовалась разработка английского изобретателя Джона Бэрда, ставшая первой в мире действующей системой механического телевидения.

### Начало вещания

Диктор в студии механического телевидения. США, 1922 год

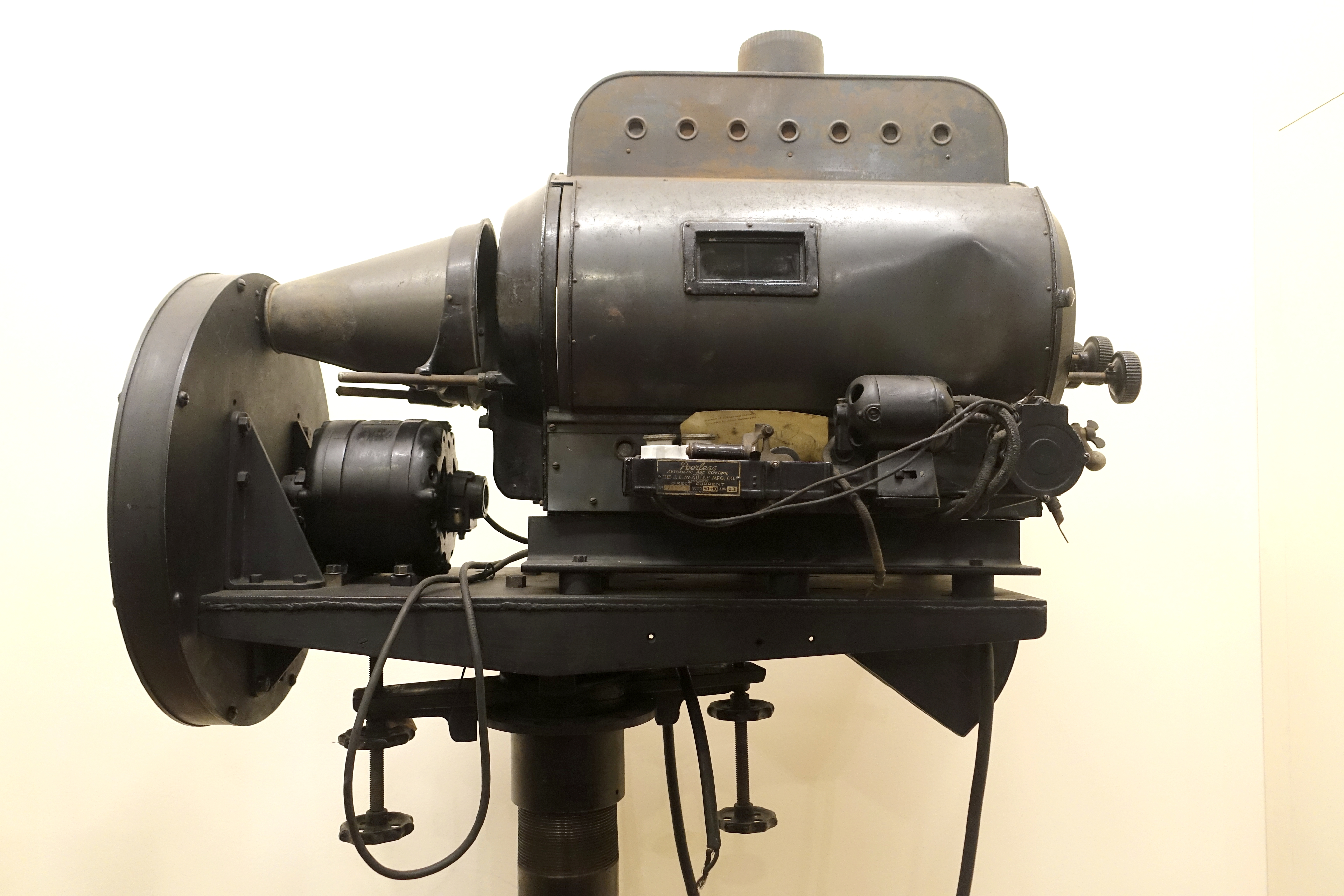
Прожектор «бегущего луча» передающей камеры станции механического телевидения W9XAP в Чикаго. США, 1931 год

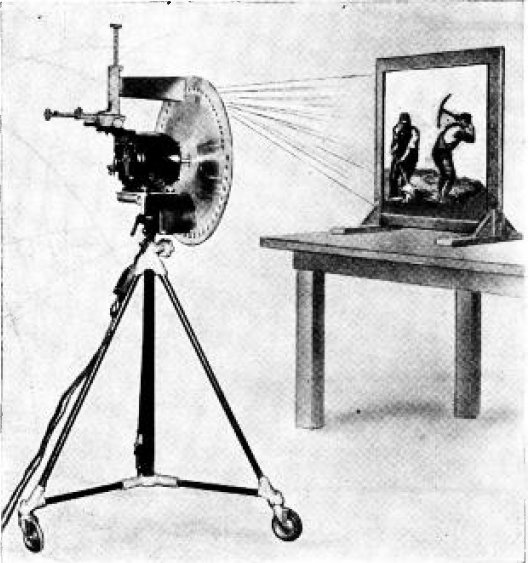
проектор на основе механического телевидения

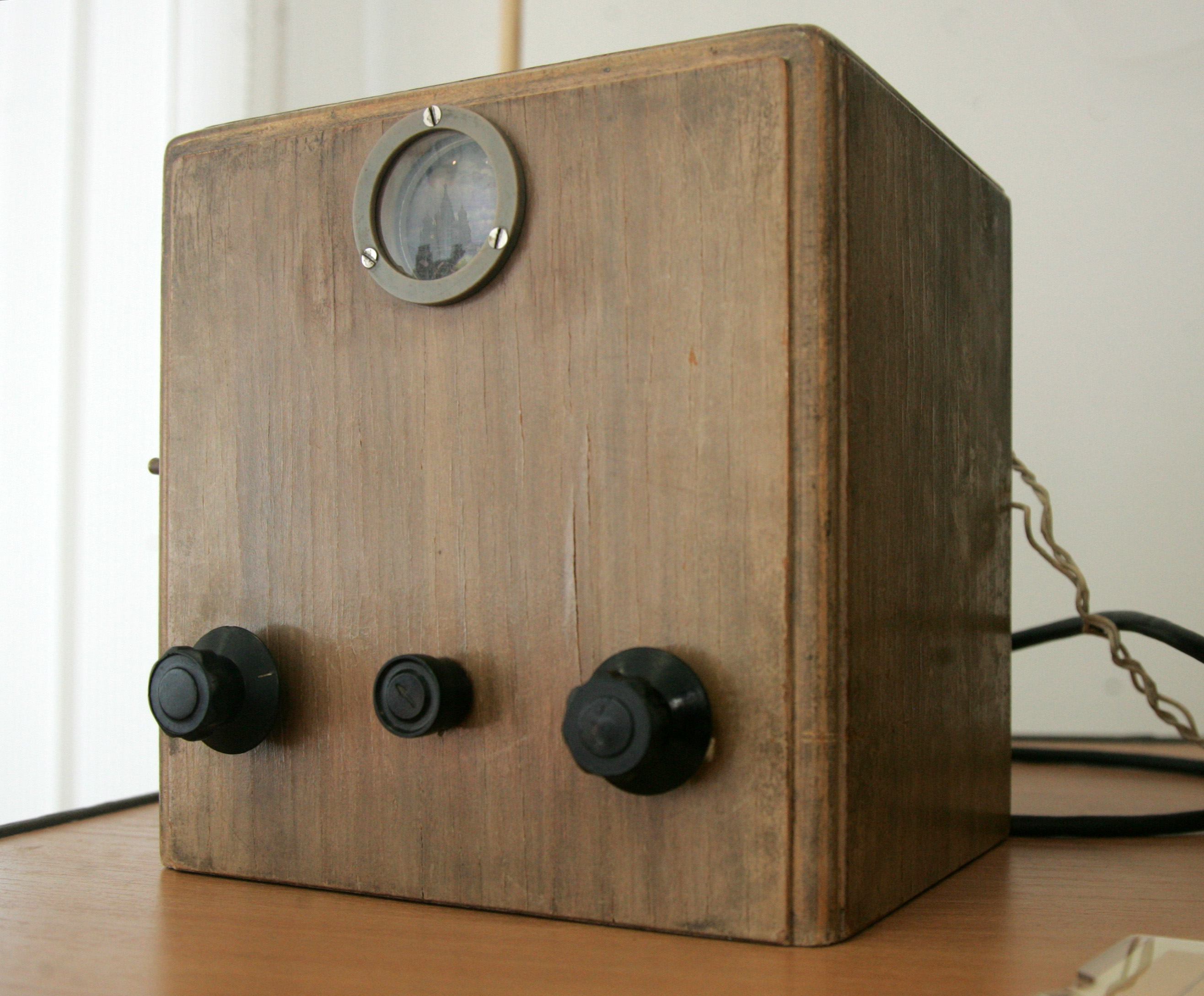
Советская телеприставка «Б-2» с механической разверткой в экспозиции Музея нижегородской радиолаборатории. СССР, 1933 год

Первая передача по системе Бэрда состоялась 26 января 1926 года из его лондонской лаборатории. Однако регулярное вещание впервые начала телевизионная станция WCFL, которая вышла в эфир в Чикаго 12 июня 1928 года. Её создателем был Улисс Санабриа (англ. Ulises Armand Sanabria), который 19 мая 1929 года впервые начал передавать звуковое сопровождение, использовав для этого отдельную радиостанцию WIBO. Видеосигнал передавался станцией WCFL на отдельной несущей частоте того же диапазона, что и звук.
Первые серийные телевизионные приемники «Вижнетт» (англ. Visionette) с 45-строчной механической развёрткой начали выпускаться компанией Western Television в 1929 году по цене чуть меньше 100 долларов.
В СССР первые попытки создать механическое телевидение проводились в 1920–1926 годах (С. Н. Какурин, Л. С. Термен, А. А. Чернышев, В. А. Гуров и др.). При этом был использован «немецкий» стандарт с разложением на 30 строк и частотой кадров 12,5 к/сек. Соотношение сторон кадра было принято близким к «классическому» — 4:3 с разрешением примерно 30×40 элементов. В 1931 году в СССР был создан Московский радиовещательный технический узел (МРТУ) на базе передающей ТВ-аппаратуры лаборатории телевидения Всесоюзного электротехнического института (ВЭИ), в которую входили П. В. Шмаков (руководитель), В. И. Архангельский  (устройство оптико-механической развёртки), С. И. Катаев, П. В. Тимофеев (фотоэлементы), А. М. Шемаев (неоновые лампы).
При помощи системы велись регулярные передачи кинофильмов и трансляции из студии первого московского телецентра на Никольской улице, дом 7, 2 раза в неделю по 30—40 минут. Первые экспериментальные передачи состоялись 29 апреля и 2 мая 1931 года на волне 56,6 метра без звукового сопровождения. Регулярное механическое вещание из телецентра началось 15 ноября 1934 года с передачи 25-минутного эстрадного концерта. Изображение передавалось на волнах 379 метров, а звук транслировался радиостанцией ВЦСПС на длине волны 720 метров с полуночи до часа ночи 12 раз в месяц.
С 1933 до 1936 года отечественной промышленностью было выпущено более 3000 телеприставок марки «Б-2». Механические телевизоры тех лет представляли собой приставку к обычному радиоприёмнику. Для приёма звукового сопровождения, при его наличии, требовался ещё один радиоприёмник. В 1935 г. МРТУ преобразовали в Московский вещательный узел аппаратных и студий (МВУАиС). С 1937 года звуковое сопровождение дублировалось по московской городской радиотрансляционной сети как обычная радиопрограмма. Одним из немногих достоинств механического телевидения (вытекающим из его главного недостатка — низкой чёткости изображения) была относительно узкая полоса частот видеосигнала, что позволяло использовать для его передачи диапазон средних радиоволн. Это, в свою очередь, давало возможность принимать телепередачи на больших расстояниях (сотни и тысячи километров), как и обычное радиовещание.
В начале 1930-х годов среди советских радиолюбителей получило распространение конструирование самодельных телеприставок для приёма телетрансляций, в том числе зарубежных. В то же время их иностранные коллеги имели возможность создания любительских телестанций. После запуска московского телецентра передачи механического телевидения начались из Одессы и Ленинграда. 10 сентября 1933 года начались передачи из Новосибирска. Регулярные передачи механического телевидения из Москвы прекратились в апреле 1940 года после открытия нового телецентра на Шаболовке, основанного уже на электронных принципах.
Количество строк систем с диском было ограничено и составляло от 30 до 120. После 1935 года благодаря некоторым техническим достижениям появились механические системы, рассчитанные на 180 и более строк. Однако, качество изображения электронного телевидения для механического осталось недостижимым.
Лучшей системой механического телевидения считалась британская «Скофони» (англ. Scophony), которая воспроизводила 405 линий на экране размером до 2,8×3,7 метра (9×12 футов). Было собрано несколько аппаратов этой системы, в том числе для домашнего использования с экраном 24×22 дюйма (56×61 см). В системе Scophony для создания изображения использовалось несколько барабанов, вращающихся с большой скоростью. Массовый выпуск телевизоров этого типа не состоялся из-за приближения мировой войны.
Также известна американская система с 441 линией развёртки, использовавшая несколько барабанов, один из которых вращался со скоростью 39 690 об/мин, а другой — несколько сот оборотов в минуту.

### Современное использование
Механические системы телевидения существовали до начала Второй мировой войны, уступив своё место более технологичным и надежным электронным после её окончания.
Принципы механического телевидения применялись в фототелевизионных системах для передачи изображений с Луны и других планет автоматическими межпланетными станциями. 25 декабря 1966 года советская АМС «Луна-13» впервые передала панораму лунной поверхности при помощи механической развёртки. Кадр, состоящий из 1500 вертикальных строк, передавался в течение полутора часов. За счёт невысокой скорости передачи удалось использовать более надёжный диапазон радиоволн и получить изображение неподвижных объектов с высокой чёткостью.

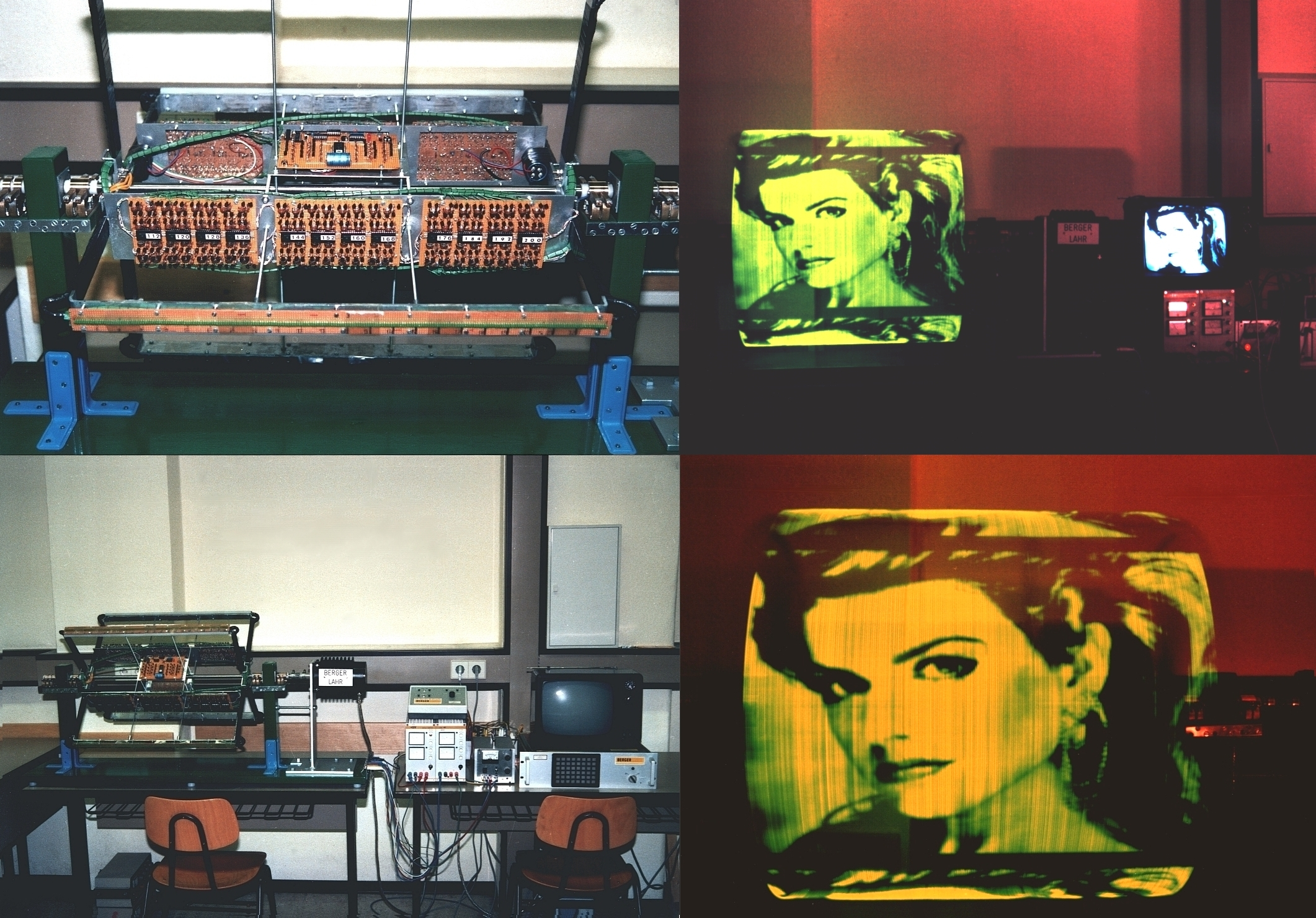
Установка механического телевидения с четырьмя вращающимися светодиодными линейками может воспроизводить изображение телевидения стандартной чёткости. 1989 год

C 1970-х годов некоторые радиолюбители экспериментировали с системами механического телевидения. Оборудование перепроектировалось с учётом новых технологий: старые неоновые лампы заменялись сверхъяркими светодиодами и т. п. В таких системах есть свои достоинства, важные для создания узкополосного телевидения с шириной диапазона менее 40 килогерц (современные телевизионные системы используют радиоканал шириной порядка 6 мегагерц, в 150 раз шире). На практике, всё-таки, чаще используется электронное, а не механическое оборудование (например, телевидение с медленной развёрткой).
Технологии механического телевидения нашли применение в современных DLP-проекторах. В них используется матрица маленьких (16 мм²) электростатически заряженных зеркал, которые выборочно отражают свет для создания изображения. Многие дешёвые DLP-проекторы используют цветовое колесо для создания цветного изображения. Эта же технология в 1950-х годах применялась в гибридных системах цветного телевидения до изобретения кинескопов с теневой маской.
Другая сфера применения оптомеханических технологий — лазерные принтеры, где небольшое вращающееся зеркало используется для управления модулированным лазерным лучом по одной оси, в то время как движение барабана используется для управления по другим осям. Вариант данной схемы с применением мощных лазеров используется в лазерных проекторах с разрешением до 1024 линий (каждая линия насчитывает более 1500 точек). Такие системы отличаются высоким качеством изображения и используются, например, в планетариях и новейших кинотеатрах IMAX.

## Принцип действия

Устройство диска Нипкова

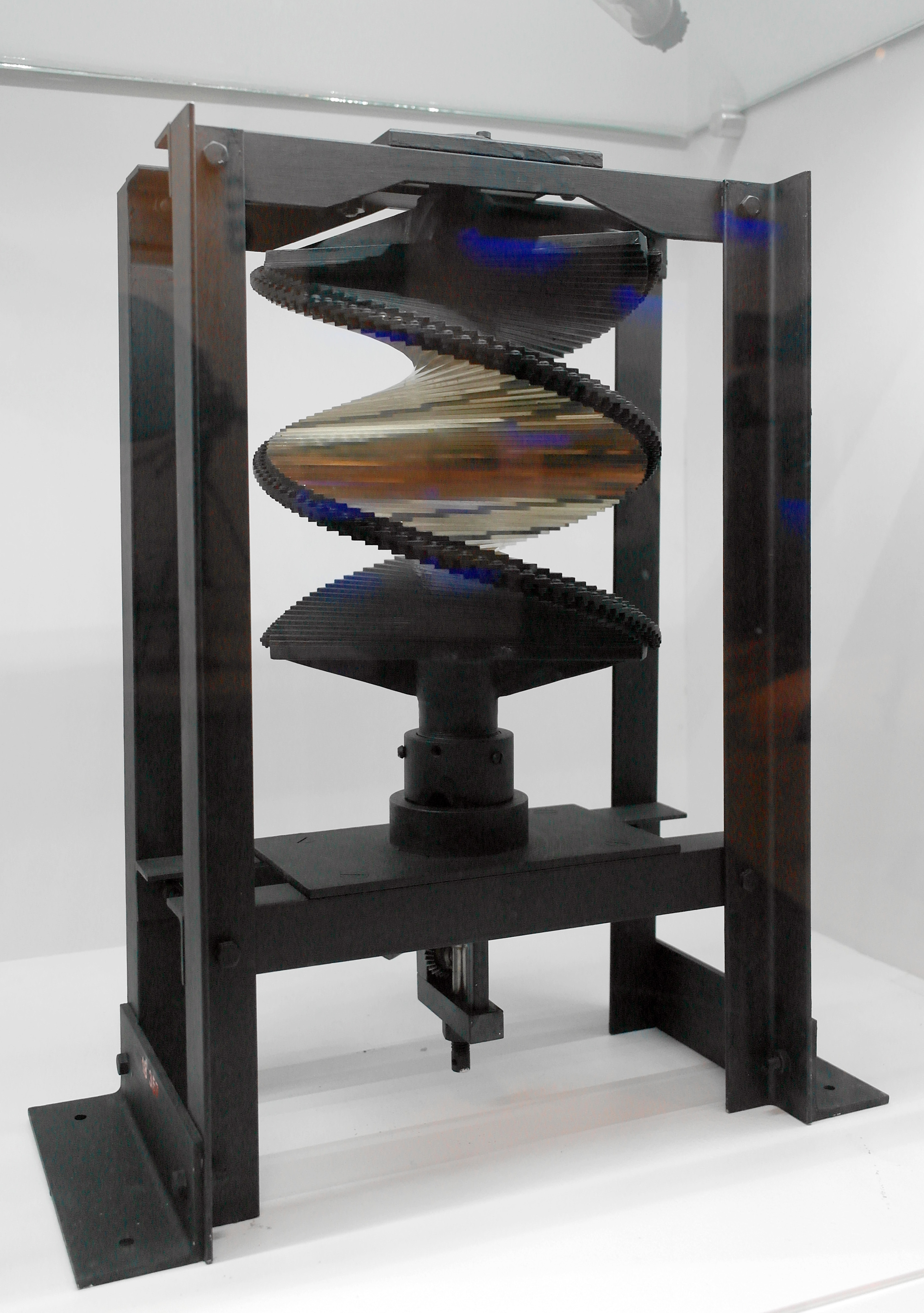
Зеркальный винт для механической развёртки в техническом музее Праги

Развёртка изображения в механическом телевидении чаще всего выполняется при помощи диска Нипкова, впервые предложенного немецким изобретателем Паулем Нипковом в 1884 году. Диск имеет ряд отверстий, расположенных по спирали.
В передающей камере позади диска, расположенного в фокальной плоскости съёмочного объектива, установлен фотоэлемент для регистрации попадающего на него света. В приёмнике вместо фотоэлектрического элемента используется источник модулированного света, обычно неоновая лампа, обладающая малой инерционностью. Каждое отверстие в своём движении образует одну линию развёртки с переменной яркостью, соответствующей яркости передаваемых участков объекта съёмки. Для передачи сигнала яркости от камеры к приёмнику используется электрическое соединение или радио. Передающие камеры с диском обладали рядом существенных недостатков: в частности, они закреплялись неподвижно из-за риска нарушения развёртки при сотрясении. Панорамирование могло осуществляться только при помощи поворотного зеркала, установленного перед объективом, снимающим объекты отражёнными.
Помимо диска Нипкова существует ряд других технологий. Вместо диска может использоваться вращающийся барабан либо с отверстиями, либо с набором зеркал, установленных на нём: например, так называемая конструкция с «зеркальным винтом». На вертикальной оси расположена стопка металлических полированных пластин, повернутых друг относительно друга на небольшой угол. Количество пластин соответствует количеству строк развёртки. При освещении щелевой неоновой лампой её отражение на зеркальной поверхности перемещается за счёт вращения винта и в результате получается изображение, сопоставимое с размерами всей конструкции. В этом отношении зеркальный винт превосходит диск Нипкова, многократно более громоздкий, чем размер создаваемого кадра. Однако, винт применим только в приёмных устройствах.
Ещё один известный метод «бегущего луча» (англ. flying spot) был попыткой использования аналогичной технологии телекинопроекции, разработанной Манфредом фон Арденне в 1931 году. Объект съёмки находился в затемнённой студии и сканировался узким пучком света, проходящего через отверстия диска Нипкова, 16 раз в секунду. Отражённый от объекта свет попадал не на один фотоэлемент, а на целый блок таких элементов, позволяя суммировать сигнал для повышения светочувствительности системы. Метод «бегущего луча» использовался телекомпанией BBC до 1935 года и в Германии до 1938 года. К недостаткам этого метода стоит отнести условие съёмки — объект должен находиться в темноте, то есть метод не годится для внестудийного вещания. Несмотря на это, такие теледатчики широко использовались для вещания из студии в 30-х годах. При этом диктор усаживался в тёмной кабине и читал новости, а его изображение сканировалось бегущим лучом.
В некоторых ранних механических системах строки располагались не горизонтально, как в современном телевидении, а вертикально. В качестве примера можно привести британскую 30-строчную систему Бэрда. Эта система создавала вертикальное прямоугольное изображение («книжная» ориентация), вместо горизонтального («альбомная» ориентация), распространённого в наши дни. Направление линий зависит от расположения маски кадра относительно диска Нипкова: при расположении слева или справа линии развёртки вертикальные, сверху или снизу — горизонтальные. Из-за низкого разрешения изображений в системе Бэрда, достаточной только для более-менее чёткого изображения одного человека, вертикальная (портретная) ориентация становилась предпочтительней, нежели горизонтальная. Однако, в конце концов победил горизонтальный кадр, совпадающий с кинематографическим.

## Запись передач
В дни коммерческой эксплуатации механического телевидения были разработаны системы для записи изображения без звука с использованием модифицированного аппарата для записи граммофонных пластинок. Система, известная как «Фоновидение» (англ. Phonovision) не получила широкого распространения из-за сложности, низкой надёжности и весьма внушительной цены. Но, тем не менее, благодаря этому аппарату до нас дошли уникальные записи широковещательных передач тех лет.
В наши дни шотландский инженер Дональд Маклин (англ. Donald F. McLean) создал оборудование для проигрывания этих пластинок и проводит лекции и демонстрации записей, сделанных в 1925—1933 годах.
В коллекции дисков Маклина есть серия тестовых записей, сделанных лично пионером телевидения Джоном Бэрдом. Один диск, датированный 28 марта 1928 года с пометкой «Мисс Паунсфорд» (англ. Miss Pounsford) представляет собой запись длиной в несколько минут изображения женского лица, ведущего оживлённую беседу с кем-то за кадром. В 1993 году личность женщины была установлена — это Мэйбл Паунсфорд, и её короткое появление на диске считается самой первой видеозаписью с участием человека.